# 小松冰原島峰
71°55′S 161°11′E / 71.917°S 161.183°E
小松冰原島峰（英語：Komatsu Nunatak），是南極洲的冰原島峰，位於維多利亞地的彭內爾海岸，處於范德胡芬山以西7公里，海拔高度1,840米，美國地質調查局根據測量和該國海軍的空中照片繪入地圖，現時由南極條約體系管理。